# Stefano Cusin
Stefano Cusin (Montreal, Canadá, 28 de octubre de 1968) es un exjugador y entrenador de fútbol italiano. Actualmente dirige a la selección de Comoras.

## Biografía
Nacido en Canadá pero criado en Francia por padres italiano-franceses, aprendió ambos idiomas. Está casado con una italiana nacida en Castiglion Fiorentino, en la provincia de Arezzo. Cusin tiene dos hijos, Mirko y Marko, uno de los cuales también es futbolista.

## Carrera como entrenador
Cusin tuvo, desde el principio, una variada carrera gerencial. En Francia e Italia entrenó a un equipo de jugadores jóvenes durante siete años, ganando muchos campeonatos. Poco después se mudó a Camerún. En 2003, de hecho, la Federación Camerunesa de Fútbol de África lo invitó a organizar un taller para entrenadores y entrenar a los equipos de fútbol sub-17 y sub-20. Creía que en un país conocido por su gran potencial atlético, el plan táctico correcto podría hacerlo más competitivo. Primero seleccionó jugadores con altas cualidades atléticas, les enseñó una variedad de tácticas técnicas y luego trabajó en sus sentimientos positivos ganadores.
Obtuvo prominencia internacional como entrenador en Europa: Francia, Italia, Bulgaria, Inglaterra; en África: Camerún, República Democrática del Congo y Libia; En Asia: Arabia Saudita y Emiratos Árabes Unidos. Recientemente fue entrenador asistente de Wolverhampton Wanderers en el Football League Championship y entrenador de Shahr Khodro en la Iran Pro League.
En septiembre de 2021, fue confirmado como entrenador de la selección de Sudán del Sur.En septiembre de 2023, su contrato expiró y no fue renovado por la Asociación de Fútbol de Sudán del Sur.
El 2 de octubre de 2023, fue oficializado como entrenador de la selección de Comoras.

## Clubes

### Como jugador
| Club           | País    | Año       |
| -------------- | ------- | --------- |
| U.S Annemasse  | Francia | 1980-1985 |
| SC Toulon      | Francia | 1985-1987 |
| Étoile Carouge | Suiza   | 1987-1988 |
| Servette       | Suiza   | 1988-1989 |
| Saint-Martin   | Francia | 1989-1990 |
| A.S Roanne     | Francia | 1990-1991 |

### Como entrenador
| Club                       | País                   | Año           |
| -------------------------- | ---------------------- | ------------- |
| Arezzo                     | Italia                 | 1996-2002     |
| Montevarchi                | Italia                 | 2002-2003     |
| Acada Sports               | Camerún                | 2004-2006     |
| Selección sub-20 del Congo | República del Congo    | 2006-2008     |
| Botev Plovdiv              | Bulgaria               | 2008          |
| Al-Ittihad                 | Libia                  | 2008-2009     |
| Fujairah                   | Emiratos Árabes Unidos | 2012-2013     |
| Ahli Al-Khaleel            | Palestina              | 2014-2015     |
| Al-Shaab                   | Emiratos Árabes Unidos | 2015-2016     |
| Black Leopards             | Sudáfrica              | 2018          |
| Ermis Aradippou            | Chipre                 | 2018          |
| Ahli Al-Khaleel            | Palestina              | 2019-2020     |
| Shahr Khodro               | Irán                   | 2020          |
| Selección de Sudán del Sur | Sudán del Sur          | 2021-2023     |
| Selección de Comoras       | Comoras                | 2023-presente |

## Palmarés

### Como entrenador

#### Campeonatos nacionales
| Título                 | Club            | País      | Año     |
| ---------------------- | --------------- | --------- | ------- |
| Liga Premier de Libia  | Al-Ittihad      | Libia     | 2008-09 |
| Copa de Palestina      | Ahli Al-Khaleel | Palestina | 2014-15 |
| Copa de la Liga        | Ahli Al-Khaleel | Palestina | 2015    |
| Supercopa de Palestina | Ahli Al-Khaleel | Palestina | 2015    |
| Supercopa West Bank    | Ahli Al-Khaleel | Palestina | 2015    |

#### Campeonatos internacionales
| Título                           | Club                       | País                | Año  |
| -------------------------------- | -------------------------- | ------------------- | ---- |
| Copa Africana de Naciones Sub-20 | Selección sub-20 del Congo | República del Congo | 2007 |